# Atalaya variifolia
Atalaya variifolia är en kinesträdsväxtart som beskrevs av Ferdinand von Mueller och George Bentham. Atalaya variifolia ingår i släktet Atalaya och familjen kinesträdsväxter. Inga underarter finns listade i Catalogue of Life.